# PBM格式
可移植像素图格式（PPM），可移植灰度图格式（PGM）和可移植位图格式（PBM）是便于跨平台的图像格式。有时候也被统称为PNM格式。

## 历史
PBM格式由Jef Poskanzer在20世纪80年代发明，为了便于通过电子邮件，用ASCII码表示单色位图，能够承受一般的文本格式的变动。
第一个处理PBM格式的工具库是Pbmplus。它由这个格式的发明人Jef Poskanzer开发，在1988年发布。主要包含Jef编写的将PBM转化为已存在的其他图像格式的工具。在1988年末，Jef开发出PGM、PPM格式以及相关工具，并加入Pbmplus中。Pbmplus的最终发布日期是1991年12月10日。
在1993年，Netpbm库开始开发，用来替代不再维护的Pbmplus。它是Pbmplus的简单的重新包装，附加全世界开发者提供的额外功能和修订，可能是目前用的最普遍的处理PBM、PGM和PPM格式的工具库。

## 文件格式描述
这三种格式在颜色的表示上有差异。PBM是单色，PGM是灰度图，PPM使用RGB颜色。
每个文件的开头两个字节（ASCII码）作为文件描述子，指出具体格式和编码形式。具体见下表。
| 文件描述子 | 类型   | 编码   |
| ---------- | ------ | ------ |
| P1         | 位图   | ASCII  |
| P2         | 灰度图 | ASCII  |
| P3         | 像素图 | ASCII  |
| P4         | 位图   | 二进制 |
| P5         | 灰度图 | 二进制 |
| P6         | 像素图 | 二进制 |

基于ASCII的格式使人可读，并且能够很容易的移植到其他格式。但是二进制格式更有效，不仅因为他节约空间，而且因为他更容易被解析（因为很少有空格）
当使用二进制格式的时候，PBM每像素使用一个比特空间，PGM每个像素使用8个比特空间，PPM每像素使用24比特空间（8比特红色、8比特绿色、8比特蓝色）。

### PBM例子
下面是一个简单的例子
P1
# This is an example bitmap of the letter "J"
6 10
0 0 0 0 1 0
0 0 0 0 1 0
0 0 0 0 1 0
0 0 0 0 1 0
0 0 0 0 1 0
0 0 0 0 1 0
1 0 0 0 1 0
0 1 1 1 0 0
0 0 0 0 0 0
0 0 0 0 0 0
P1表示文件格式。#符号表示一个注释。接下来两个数是宽度和高度。接下来的矩阵是每个像素的值。（在这里单色格式，只有0和1）

### PGM例子
P2
6 6
255
0 0 0 150 0 0
0 0 0 150 0 0
0 0 0 150 0 0
0 150 0 150 0 0
0 150 150 150 0 0
0 0 0 0 0 0

### PPM例子
P3
4 4
15
0  0  0     0  0  0     0  0  0    15  0 15
0  0  0    0 15  7    0  0  0    0  0  0
0  0  0    0  0  0    0 15  7    0  0  0
15  0 15    0  0  0    0  0  0    0  0  0

## 16位扩展
P2
6 6
65535
0 0 0 30000 0 0
0 0 0 30000 0 0
0 0 0 30000 0 0
0 0 0 30000 0 0
0 30000 30000 30000 0 0
0 0 0 0 0 0